# 제2차 무장 중립 동맹
제2차 무장 중립 동맹 또는 북방 동맹은 북부 유럽의 덴마크-노르웨이, 프로이센, 스웨덴, 그리고 러시아 제국의 해군 강국들 간의 군사동맹이었다. 이 동맹은 제2차 대프랑스 동맹 전쟁 중인 1800년부터 1801년까지 존재했으며, 러시아 제국의 차르 파벨 1세가 동맹을 입안했다. 이는 미국 독립 전쟁 동안 영국을 고립시키고 영국의 선박 방해 시도에 저항하는 데 매우 성공적이었던 제1차 무장 중립 동맹을 참고한 것이었다.

## 의도
제2차 동맹은 영국 왕립 해군이 프랑스 제1공화국에 대한 군사 물자와 기타 무역을 차단하려는 시도로, 프랑스 제1공화국의 밀수품을 찾기 위해 중립국 선박에 대한 무제한 수색 정책을 펼치자, 이에 맞서 중립국 선박을 보호하려는 의도였다. 당시 러시아의 호의를 보존할 필요성을 느끼지 못했던 영국 정부는 이를 프랑스와의 동맹 형태로 공공연히 간주하고 덴마크를 공격하여 코펜하겐 해전에서 덴마크 함대의 일부를 파괴하고 동맹에서 탈퇴하도록 강요했다. 영국은 또한 1801년 3월부터 1802년 4월까지 덴마크령 서인도 제도를 점령했다.